# Learning from Falling
A Learning from Falling Lamya ománi származású énekesnő egyetlen albuma. 2002-ben jelent meg. Az album az amerikai Billboard Top Heatseekers album 16. helyén nyitott. Minden dal társszerzője Lamya, kivéve a Pink Moont, ami Nick Drake angol zenész azonos című dalának feldolgozása.
Az első kislemezre került dal, az Empires (Bring Me Men) egy remixe első lett a Billboard Hot Dance/Club Play slágerlistán. A második kislemez a Black Mona Lisa volt, amit Maria Lawson brit énekesnő feldolgozott Maria Lawson című albumán. A harmadik kislemez a Never Enough volt, csak promóciós formában jelent meg.

## Dallista
1. Empires (Lamya, Major) – 5:07
2. East of Anywhere (Lamya, Major) – 3:57
3. Black Mona Lisa (Lamya, Major) – 4:22
4. Never Enough (Lamya, Andres Levin, Camus Celli) – 4:13
5. Judas Kiss (Brutus Diss) (Lamya, Louis Metoyer, Justin Stanley) – 3:49
6. Full Frontal Fridays (Lamya, Major) – 4:19
7. I Get Cravings (Lamya, Stanley, Mark Ronson) – 4:56
8. Splitting Atoms (Lamya, Stanley, Mark Ronson) – 4:03
9. Never's Such a Long Time (Lamya, Rick Nowels) – 4:27
10. The Woman Who (Lamya, Charles Stepney, Rudolph) – 4:42
11. The Perfect Girl (Lamya, Ronald Tomlinson, Don E.) – 3:21
12. Pink Moon (Nick Drake) (Lamya, Major) – 2:47
13. Black Mona Lisa (Single Mix) – 4:10
14. Bed I Never Made (japán bónuszdal)

## Közreműködők
- Lamya: ének
- Rusty Anderson, Lukasz Gottwald, Jimmy Hogarth, Teddy Kumpel, Manny Lopez, Adam Zimmon: gitár
- David Kahne: basszusgitár, billentyűsök, programozás
- Sal Cuevas: basszusgitár
- Rick Nowels: balalajka
- Aloke Dasgupta: szitár
- Allan Gibson: kontrabasszus
- Abe Laboriel Jr., Shawn Pelton: dobok, ütősök
- Ian Rossiter, Fabien Waltman: programozás
- Chandru, Ralph Morrison, Sara Perkins, Marsha Skins: hegedű
- Karen Elaine Bakunin, Merlyn Sturt: brácsa
- Will Malone: elrendezés; karmester